# Євнухи в імперському Китаї

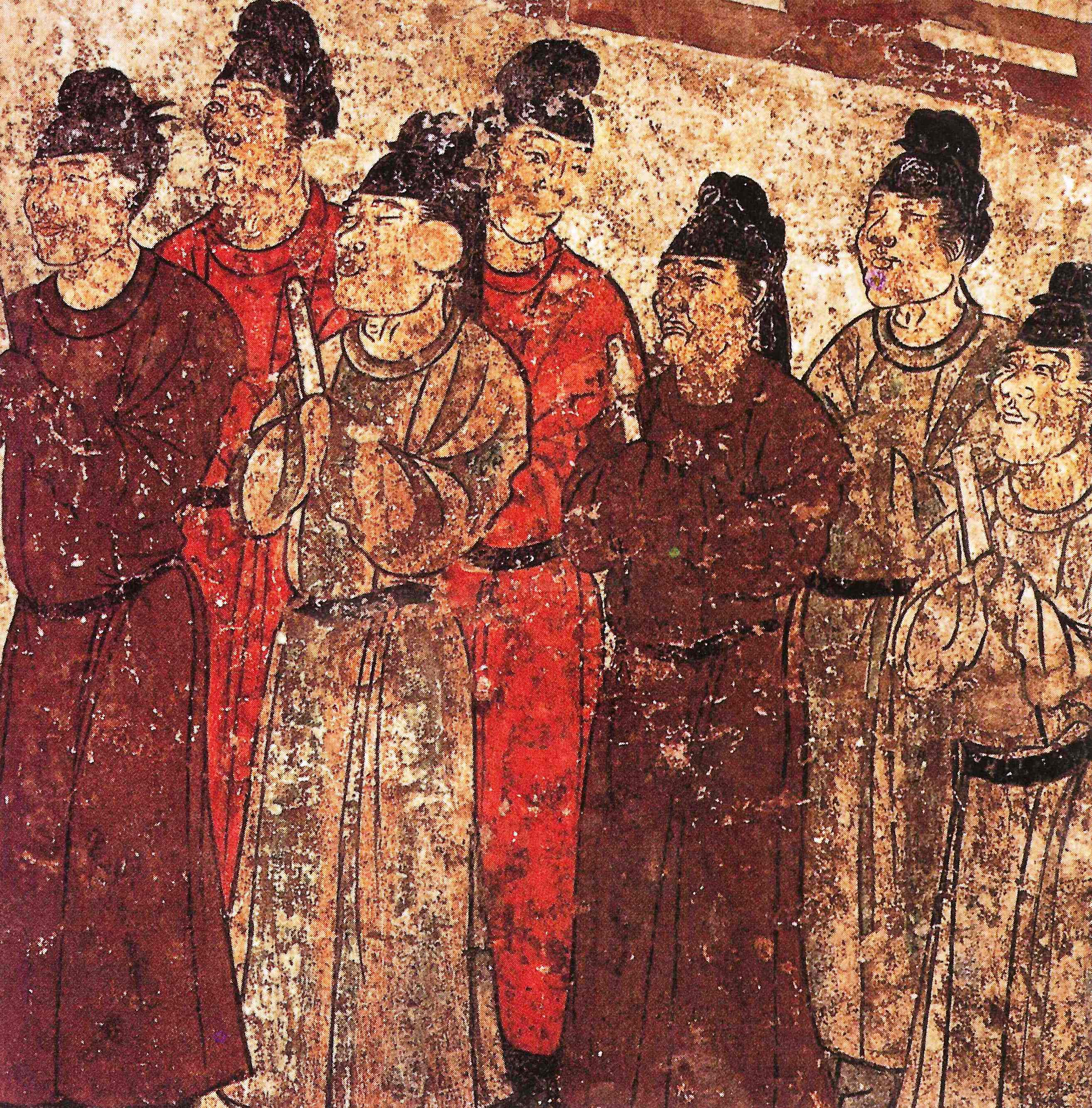
Євнухи часів династії Тан. Фреска в мавзолеї великого князя Чжанхуай (комплекс Цяньлін), 706

Євнухи існували при дворах практично всіх правителів імперій та царств Китаю упродовж понад двох тисяч років. Багато імператорів використовували євнухів не тільки для роботи у своїх гаремах, але й для виконання різного роду відповідальних завдань господарського й адміністративного порядку, дозволяючи їм відігравати значну роль в системі управління імперією. В деяких випадках, особливо за правління малолітніх імператорів, євнухам удавалось займати практично позицію першої особи у «вертикалі влади».
Хоч більшість євнухів перебували на імператорській службі, нерідко євнухи були і в маєтках імператорських родичів, місцевих керівників та найбільших землевласників.

## Історія
За хронологією китайського історика Бо Яна, в історії Китаю було принаймні три періоди «засилля євнухів»:
- Перший період засилля євнухів кит.: 第一次宦官時代 — у II столітті (Східна Хань)
- Другий період кит.: 第二次宦官時代 — 755—903 роки (Династія Тан), з заколоту Ань Лушаня до придушення євнухів Чжу Цюанчжуном
- Третій період кит.: 第次宦官時代 — за династії Мін, з царювання Юнле (початок XV століття) й до кінця династії (1644)

За деяких династій — наприклад, Сунської та Юанської — кількість та функції євнухів тримались під контролем імператорами. Засновник Мінської династії, імператор Хуньу, також сподівався обмежитись тільки кількома сотнями євнухів з чітко визначеними функціями. Але вже після усунення другого мінського імператора (Цзяньвеня) третім (Юнле) 1403 року, штат євнухів та їхнє значення почали бурхливо зростати, оскільки новий імператор міг покластись скоріше на них, ніж на чиновників-мандаринів, багато хто з яких дивився на нього як на узурпатора. Припускають, що до кінця XV століття імператору та князям імператорської крові служили близько 10 000 євнухів, а до моменту падіння Імперії Мін (1644) їх кількість сягнула 100 000 (в країні з населенням близько 130 млн чоловік). Разом же за майже 3 століття існування Мінської династії (1368—1644) на неї, за оцінками істориків, працювало близько мільйона євнухів.

## Ролі євнухів

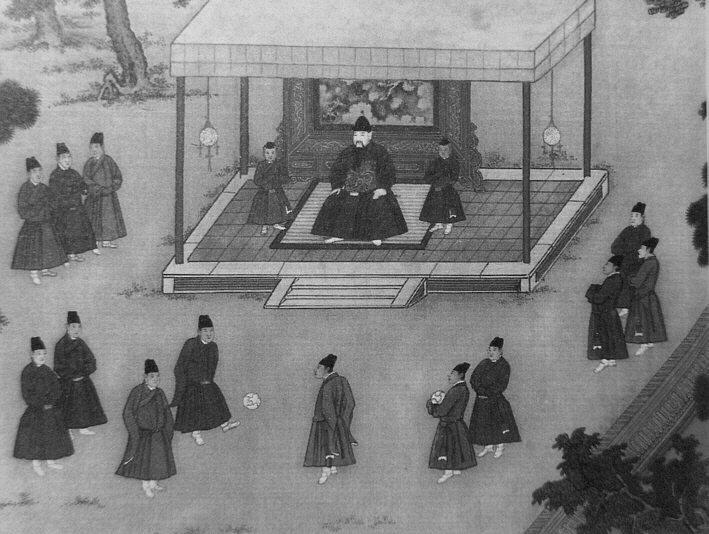
Імператор Юнле (правління 1402—1424) дивиться на палацових євнухів, які грають м'ячем (гра цуцзюй, схожа на футбол)